# Endem
Endem (grč. ἔνδημος = lokalni) je organizam koji je rasprostranjen na određenom, često malom, teritoriju ili akvatoriju. 
Endemične mogu biti vrste (najčešća uporaba pojma) ili bilo koja druga taksonomska kategorija. Endemični takson naziva se endemitom. Površina područja (areala) na kojem je endem rasprostranjen može biti veoma mala (područje Velebita za Velebitsku degeniju), ali i veoma velika (kontinent Australija – australski endemiti). Stoga je glavna karakteristika endemizma, u stvari, poklapanje areala nekog taksona sa zemljopisno ili ekološki definiranom površinom (staništem). Centrima endemizma nazivamo ona područja koja imaju relativno veliku zastupljenost endemičnih taksona u odnosu na površinu.
Endemizam je kao pojava najčešće prisutna u izoliranim područjima kao npr. otocima, jezerima, klancima i sl.

## Uzroci endemizma
Uzroci endemizma su brojni, najvažniji je zemljopisna izoliranost, u smislu da postoji mehanička barijera širenju areala izvan trenutnih granica. Ekološka izoliranost je često uzrokovana potpunom zamjenom povoljnih staništa onim nepovoljnim za preživljavanje endemičnog taksona. Genetske osnove endemizma nalazimo u nedostatku razmjene genetskog materijala između srodnih populacija odvojenim prirodnim preprekama, akumuliranju mutacija, kao i mogućnosti genetskog drifta.
Uzroci endemizmu flore i faune velikih zemljopisnih područja leže u izlomljenosti litosfere u kontinentalne ploče koje su u stalnom pokretu. Kontinentalnene ploče koje su se davno odvojile od ostalih dale su mogućnost nastanka novih vrsta (i viših taksona), endemskih za ta područja.
Eruptivni nastanak oceanskih vulkanskih otoka česti je uzrok nastanka biološki sterilnog područja, koje s vremenom naseljavaju nove vrste. Doseljeničke vrste su u početku najčešće ptice, kao i biljke čije sjeme može preživjeti putovanje morskim strujama. S vremenom se ove vrste razviju u nove, koje postaju endemične za ove otoke.
Bilo koje stanište ili ekosustav, koji je okružen potpuno različitim ekosustavima, predstavlja na neki način "otok". Neki od primjera su pećinski ekosustavi, viši dijelovi planina, jezera, vodeni slivovi odvojeni razvođem koje se teško prelazi, kontinentalne pustinje i polupustinje i sl.

## Podjela endema
Endemi se mogu podijeliti na temelju veličine areala na:
- stenoendemite
- lokalne endemite
- subendemite
- pseudoendemite.

Endemiti se mogu dijeliti na i temelju starosti:
- paleoendemiti su oni taksoni, čiji je endemizam posljedica filogenetske starosti;
- neoendemiti su, naprotiv, oni taksoni čiji je endemizam posljedica nedavnog nastanka, samim time i nedostatka vremena za širenje areala.

Najpoznatiji primjeri paleoendemizma su kljunaši (Monotremata) i tobolčari (Metatheria, Marsupialia), latimerija (Latimeria chalumnae) i tuatara (Sphenodon punctatum).

## Područja s visokim stupnjem biljnog endemizma
- vegetacija fynbosa u Južnoj Africi
- kserotermne šume na Havajima
- tropske kišne šume na Havajima
- Kwongan vrištine u Australiji
- kserotermne listopadne šume na Madagaskaru
- šume Nove Kaledonije